# El Naranjo (Morelos)
El Naranjo es una localidad del estado mexicano de Morelos. Es parte del municipio de Jiutepec.

## Demografía
| Gráfica de evolución demográfica |
|                                  |

| Censo | Población |
| ----- | --------- |
| 1990  | 6         |
| 2000  | 414       |
| 2010  | 903       |
| 2020  | 1282      |